# Voie orale

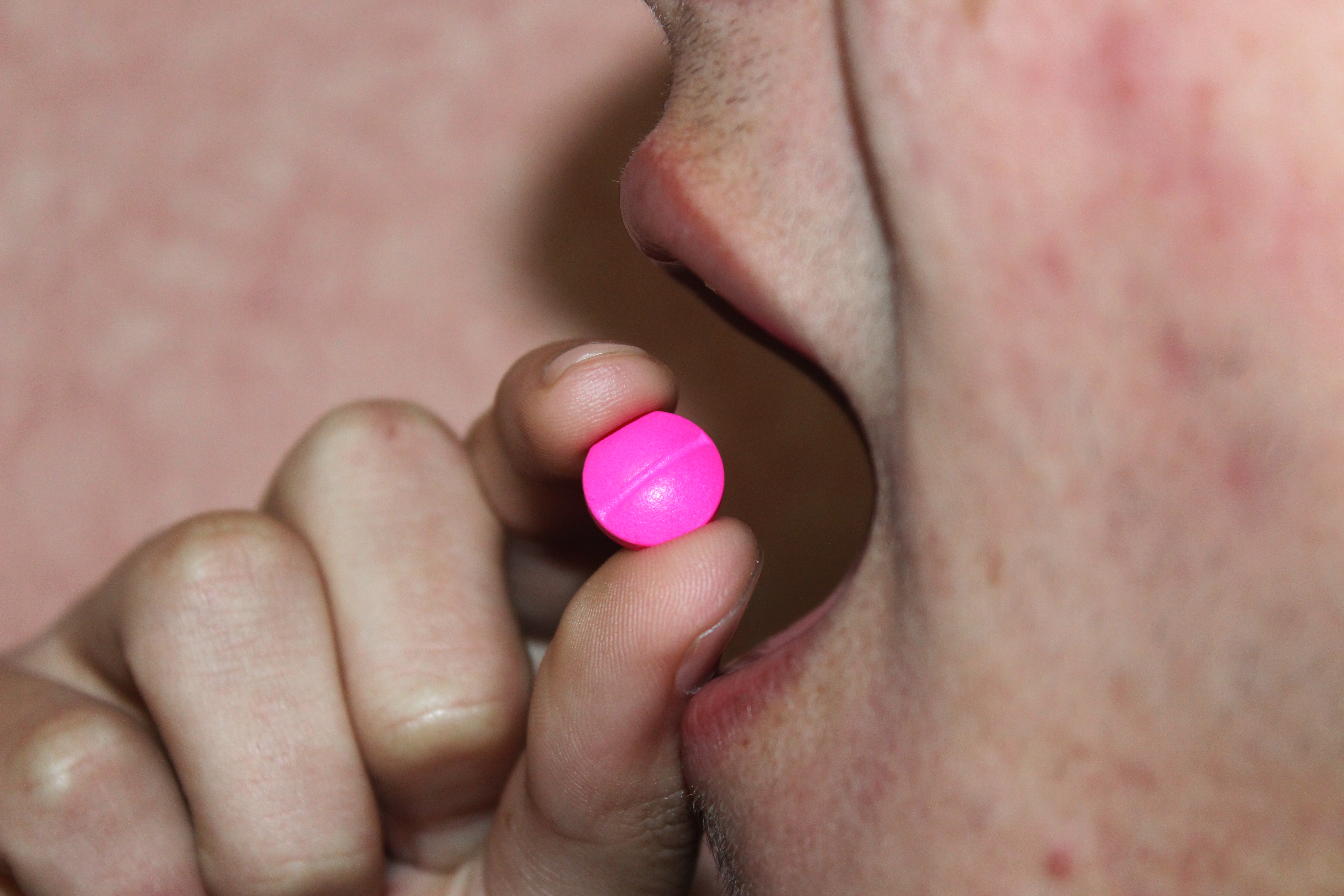
Voie orale.

La voie orale ou voie gastro-intestinale ou per os (expression latine qui signifie « par la bouche ») est une voie d'administration de médicaments, à destination entérale, qui consiste à les avaler par la bouche.
L’action des médicaments pris par voie orale est parfois locale, mais le plus souvent générale (systémique) du fait d'une reprise du ou des principes actifs dans la circulation sanguine.
Les formes galéniques utilisées sont solides, liquides ou orodispersibles. Plus précisément, en fonction de la forme galénique utilisée, on distinguera la voie d'administration buccale, sublinguale, perlinguale ou encore transmuqueuse buccale (entre la lèvre et la gencive) ou palatale (entre la langue et le palais).

## Avantages et inconvénients de la voie orale
L’administration des médicaments par voie orale a les avantages et les inconvénients suivants :
- avantages :
  - facile à utiliser par le patient lui-même ;
  - peu onéreuse ;
  - traitement ambulatoire.

- inconvénients[1] :
  - risque d'altération par les sucs gastriques ;
  - risque de dégradation par le foie ;
  - risque d'irritation du tube digestif ;
  - délai avant apparition de l'effet ;
  - inefficacité si vomissement ;
  - interactions médicamenteuses ;
  - potentiels odeurs et goûts désagréables ;
  - impossibilité d’administration à des comateux.

## Forme solide
Les formes orales solides sont les comprimés et les capsules. Les capsules peuvent avoir une enveloppe dure (gélules) ou molle. Les comprimés et les capsules à enveloppe molle sont composés d’un seul morceau, tandis que les gélules sont composées de deux semi-cupules contenant une poudre ou des granulés.

### Principe actif
Ces formes solides sont surtout utilisées pour les principes actifs solides peu solubles. Hormis les capsules à enveloppe molle, les principes actifs liquides ne peuvent être utilisés qu’en petite quantité.

### Mode de libération
Ces formes solides peuvent avoir une libération conventionnelle ou une libération modifiée, on parle alors de :
- libération ralentie ;
- libération accélérée ;
- libération différée.

La modification des conditions de libération de ces formes solides peut avoir lieu en modifiant :
- la composition des excipients composant le comprimé ou l’intérieur de la capsule ;
- la composition de l’enrobage du comprimé ou l'enveloppe de la capsule.

### Conditionnement
Les formes solides sont vendues en unidose (blister) ou en multidose (pilulier).

### Avantages
L’administration des formes galéniques solides par voie orale a les avantages suivant : 
- simplicité d’utilisation : le volume réduit facilite le stockage et la forme solide facilite la manipulation ;
- dosage précis ;
- bonne conservation car forme sèche.

## Formes solides pour préparation
Les formes orales solides pour préparation sont des formes solides qu'il faut dissoudre ou disperser dans de l'eau avant administration. Ces formes sont par exemple : les granulés pour solutions ou suspensions buvables, les poudres pour solutions ou suspensions buvables, les comprimés dispersibles, les comprimés effervescents, etc.

### Conditionnement
Ces formes sont vendues dans des conteneurs :
- multidose : flacon ;
- unidose : sachet unidose de poudre pour solutions buvables, etc.

### Avantages
- Bonne conservation car forme sèche ;
- facilité d’administration ;
- adapté aux enfants ;
- le principe actif est plus rapidement libéré que dans le cas des formes solides car les liquide n’ont pas besoin de se déliter ou de se dissoudre ;

## Formes liquides
Les formes orales liquides sont  les solutions buvables, les sirops, les élixirs, les émulsions buvables, les suspensions buvables, les gouttes buvables, etc.

### Conditionnement
Les formes orales liquides sont vendues dans des conteneurs :
- multidose : flacon ;
- unidose : ampoule buvable, etc.

Les formes multidose sont fréquemment accompagnées avec des cuillères, des compte-gouttes ou des seringues graduées.
Les formes multidoses permettent d’adapter facilement la posologie à chaque patient mais peuvent induire des risques d’imprécision de posologie et une possibilité d’erreur. En plus, une fois le flacon ouvert, sa durée de conservation devient courte.

### Avantages
- facilité d’administration ;
- adapté aux enfants ;
- le principe actif est plus rapidement libéré que dans le cas des formes solides car les liquides n’ont pas besoin de se déliter ou de se dissoudre.